# Chariesthes bella
Espèce
Taxons de rang inférieur
- Chariesthes (Chariesthes) bella bella
- Chariesthes (Chariesthes) bella carissima
- Chariesthes (Chariesthes) bella delagoensis
- Chariesthes (Chariesthes) bella gratiana
- Chariesthes (Chariesthes) bella postcoerulea
- Chariesthes (Chariesthes) bella rufoplagiata

Synonymes
- Chariesthes (Chariesthes) bella
- Chariesthes elegans Jordan, 1894
- Chariesthes aruwimia
- Chariesthes laetissima
- Lamia bella
- Saperda carissima

Chariesthes bella est une espèce d'insectes coléoptères de la famille des Cerambycidae et de la sous-famille des Lamiinae. Elle est trouvée en Afrique.